# Кубанська Народна Республіка
Куба́нська Наро́дна Респу́бліка, потім Самостійна Кубанська Народна Республіка (рос. Кубанская Народная Республика), з 4 грудня 1918 Кубанський Край; 1 березня (16 лютого) 1918—1920) — козацьке державне утворення на Кубані. Проіснувала 1 рік і 9 місяців.
За першою конституцією КНР проголошено в межах Кубанської області, Чорноморщини (Чорноморської губернії), Ставропільщини (Ставропільської губернії), Терщини (Терської області)[джерело?]. Велися перемовини з Гірською республікою.
20 січня 1918 року Законодавча Рада Самостійної Кубанської Народної Республіки ухвалила резолюцію про прилучення Кубані на федеративних засадах до Української Народної Республіки, але через агресію Радянської Росії це об'єднання не відбулося.
4 грудня 1918 року на надзвичайній сесії Крайової ради прийнято другу Конституцію, якою назву Кубанська Народна Республіка змінили на Кубанський Край.
17 березня 1920 Кубанську Республіку знищили більшовики.
Визначні урядові діячі Кубанської Народної Республіки: Микола Рябовіл, Кіндрат Бардіж, Федір Щербина, Лука Бич, Степан Манжула, Олександр Філімонов.

## Історія

### Пробудження української свідомості
Коли у лютому 1917 року у Росії вибухнула революція, на Кубані гуртували чотири течії:
1. найсильніша, підтримувана козацькою інтелігенцією кубанська самостійницька;
2. проросійська;
3. автономістська, за автономію у Федеративній Російській Республіці;
4. проукраїнська, що виступала за приєднання Кубанщини до України як федеративної одиниці без зв'язку з Росією.

1917 рік на Кубані — це час пробудження української свідомості кубанських козаків. Вони не сприйняли більшовицьку ідеологію. Після утворення на Кубані Кубанської Військової Ради та Краєвого Уряду почалися пошуки і лагодження зв'язків та стосунків з Україною, Центральною Радою. Одним з найактивніших політичних діячів у цій справі був Микола Рябовіл.

### Автономія Кубанської області

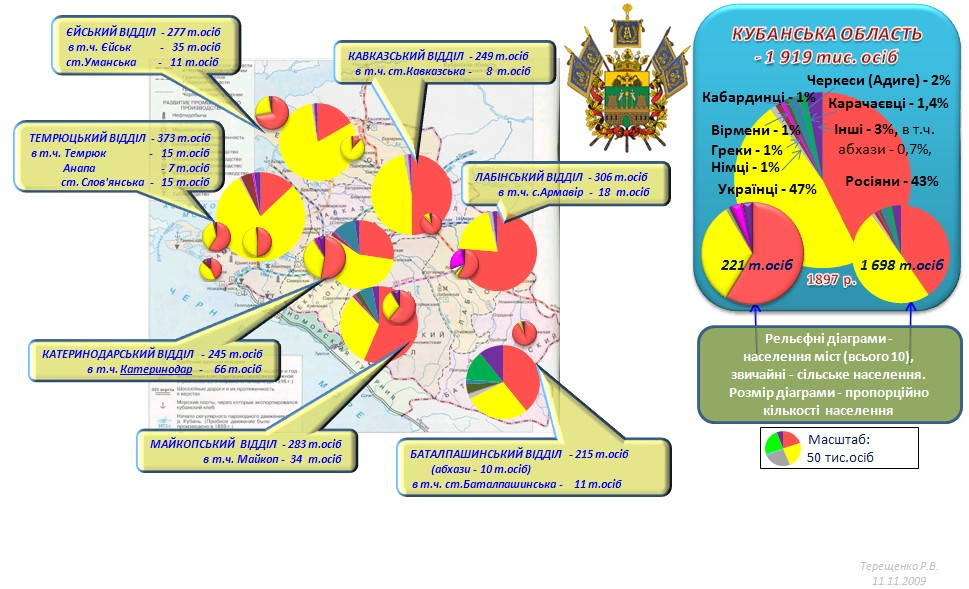
Населення Кубанської області за рідною мовою на 1897 р.

30 квітня — 3 травня 1917 року у Катеринодарі відбулися збори козацтва, на яких утворився козацький уряд — Кубанська Військова Рада (головою був обраний Микола Рябовіл).

### Республіка Кубанський край
24 вересня 1917 Кубанська Військова рада на своїй 2-ій сесії поповнилася депутатами від черкесів і інших горців, міст і корінного некозацького населення. На цій сесії Військова Рада проголосила себе Крайовою радою з повноваженнями Установчих зборів й ухвалила 1-шу Конституцію Кубані; перейменувала Кубанську область у «республіку Кубанський Край» у складі Російської Федеративної Республіки. За Конституцією була створена Кубанська Законодавча Рада і згодом уряд — Крайовий уряд Кубанського краю.
24 вересня 1917 року розпочала свою роботу 2-га сесія Кубанської Військової Ради, на неї запросили представників України. Вони виступили на одному з засідань Ради, М. С. Рябовіл вітав їх (спочатку російською мовою):
Україна прислала до нас у гості своїх послів. Вітаю вас, браття! (бурхливі оплески. Всі встали. Вигуки: "Слава! Слава! Ура! Представників України, що займали місця в одній з лож, просять на сцену, де була президія). Браття козаки, лінєйці! Я певний, що ви не осудите, а зрозумієте вашими серцями ті почування, які наповнюють мою душу… та чи тільки мою? Душі всіх козаків-чорноморців у теперішню хвилю. Привітаймо ж послів Матері-України мовою наших батьків, дідів та прадідів… (вигуки: «просимо, просимо», далі Рябовіл продовжує українською мовою).
Дорогі гості! Мачуха доля відірвала наших дідів Запорожців від матернього лона й закинула їх на Кубань. Більше ста літ жили ми тут сиротами по степах, по плавнях, по горах без матернього догляду… Царі, робили все, щоби вибити з наших голів, з наших душ пам'ять про Україну й любов до Матері. Царі хотіли зробити з нас душогубів, хотіли, щоб ми, коли прийде той слушний час, час визволення України, своїми руками задавили ту волю, щоб ми свої шаблі пополоскали в крові Матері… (голоси з місць. «Не діждали б! Не діждали б!») Так! Не діждали б цього вони ніколи. Не діждали б бо хоч наші душі царі понівечили, та не вбили, і ми, діти, руки на Матір не підняли б… Та минула лиха година… Прийшла воля і ми ожили. Ожили і, як вірні діти своєї Матері, йдемо тим шляхом, який указала вона, йдемо туди, де зорять уже любов між людьми, де жде і нас вільний союз вільних народів…(оплески). Йдемо, і нас не звернуть на свої стежки ні централісти всяких проб, ні авантюристи всяких марок… Не звернуть, бо нам з ними не по дорозі… (дужі оплески). Будете, брати, на нашій Раді і побачите, чи ми вже твердо ступаємо тим битим шляхом волі народів, що Мати нам показує, чи ще тільки ми спинаємося йти… А коли ми ще справді йдемо нетвердо, а тільки, може, дибаємо ще, то, будьте певні, незабаром ми наберемося сили й разом з козаками всіх Військ підемо-таки тим славним шляхом. Ще раз вітаю вас, любі брати! (Оплески. На сцені з'являються представники України; їх вітають голосними оплесками та криками: «Слава! Ура!»).
У листопаді 1917 — лютому 1918 роках Кубанський крайовий уряд очолював Лука Бич, людина інтелігентна, але без впливу у військових колах.

### Самостійна Кубанська Народна Республіка (СКНР)
Український уряд у листопаді 1917 року офіційно визнав право на самостійне існування кубанських та донських козаків, але у цей час кубанське козацтво прихильніше ставилося до козацької теорії хорунжого І. Л. Макаренка, аніж до приєднання до України.
На другій конференції козацьких військ у Владикавказі 20 жовтня 1917 року було утворено «Південно-східний Союз Козачих військ, горців Кавказу і вільних народів степів» (Юговосточный Союз Казачьих войск, горцев Кавказа и вольных народов степей).
16 листопада 1917 року було утворено Об'єднаний уряд на чолі з військовим отаманом Донського козацького війська Каледіним. Ця ідея виявилася неефективною у військовому відношенні, а Союз недовготривалим, одначе сама ідея Союзу декілька місяців утримувала Кубань на деякій відстані від України.
30 грудня 1917 року відбувся з'їзд українських громадських діячів та представників українського населення Чорноморської губернії, на якому у резолюції було вказано «про приєднання Чорноморської губернії до України». Великий вплив в утвердженні незалежності Кубані відіграла агітація кубанців-українців на сесії Крайової Ради та на Обласному з'їзді представників усього населення краю у грудні 1917 року. Тоді відбулось повне порозуміння між кубанцями та делегатами Української Центральної Ради Галаганом та Онацьким.
4 січня 1918 року на заклик Української Чорноморської Ради 29 політичних партій та організацій підтримали Третій Універсал Української Центральної Ради та звернулися до Кубанського Військового Уряду щодо доцільності приєднання Кубані до України. Перешкодою до утворення кубанської державності та налагодження найтісніших стосунків Кубані з Україною був конфлікт між кубанськими козаками та іногородніми, на якому набували хиткий авторитет серед кубанців більшовики. Завдяки невтомній роботі Луки Бича та Кіндрата Бардіжа цей конфлікт було залагоджено та відкрито дорогу до кубанської незалежності.
16 лютого 1918 року Кубанська Законодавча Рада проголошує Самостійну Кубанську Народну Республіку. Через декілька днів по закінченні сесії нарада членів Ради ухвалює резолюцію про прилучення Кубані на федеративних умовах до України.
У другій половині лютого 1918 року опісля закінчення сесії на нараді членів Ради була прийнята та ухвалена резолюція про прилучення Кубані на федеративних підставах до України. Члени Ради підтримували відокремлення України від Росії. Цікаво, що навіть найзапекліші прихильники «єдиної та неподільної Росії», такі як Скобцов, голосували за федерацію з Україною. Ще раніше була прийнята конституція Незалежної Кубані.

### Більшовицький наступ на СКНР
Тимчасом на Кубань почали прибувати ешелони з турецького фронту. Ці маси солдатів були настроєні украй пробільшовицьки. Рада намагалася чинити опір, але безуспішно. Озброєні сили Кубанської армії під командуванням штабскапітана Віктора Покровського були вимушені відступити з Катеринодара.
22 лютого 1918 року, коли ситуація стала безнадійною Військовий Отаман Філімонов скликав нараду, на якій було вирішено покинути Катеринодар. Голова Законодавчої Ради Рябовіл разом з Бардіжем та інтендантом Галушкою пропонували організовано відійти до Новоросійська, але певного рішення не було прийнято.
У зверненні, розповсюдженому в Катеринодарі в останні хвилини перед відходом, писалося:

«Ми пішли з Катеринодара. Але це не означає, що боротьба скінчена. Ні!.. Ми вдуховлені ідеєю оборони республіки Російської і нашого Краю від загибелі, котру несуть з собою захватники влади, що кличуть себе більшовиками… На нещастя, ви, козаки і іногородні, опутані зо всіх боків брехнею і провокацією, одурені красивими, але отруйно брехливими словами фанатиків і людей підкуплених, ви своєчасно не дали нам належної допомоги і підтримки в справі святої боротьби за Установчі Збори, за урятування вітчизни і за наше право самостійно залагоджувати долю рідного Краю».

Перший Кубанський («Крижаний») похід Добровольчої армії на Кубань від Ростова-на-Дону до Катеринодара і назад на Дон у станиці Єгорлицька і Мечетинська відбувся 22 лютого — 13 квітня 1918 року.
27 березня озброєний загін Ради зустрівся з Добровольчою Армією. Командир загону Віктор Покровський згадував:

«В той час, коли станиця за станицею падали під більшовиками, які кидали німецький та турецький фронти, які були озброєні за останнім словом техніки і вривалися у межі Кубані та встановлювали Радянську владу, що обіцяла рай земний, коли більшовизм охопив цілі відділи (повіти), оточивши кільцем Катеринодар, неозброєна купка хоробрих людей на чолі з Законодавчою Радою, урядом та військовим отаманом залишає Катеринодар з однією метою боротьби з більшовизмом. Мандруючи по станицях, купка навпомацки, випадково стикається з загоном Корнілова та Алєксєєва, ядром Добровільчої армії, яка тільки-но народилася».

Більшовики вважали Кубань частиною території РРФСР, вони неодноразово вказували про це українському урядові, в майбутньому в ультиматумі Ради Народних Комісарів, який був початком війни Леніна проти України, це питання у завуальованому вигляді значилося під № 3.
Навесні-літом 1918 Катеринодар був столицею радянських республік у складі РРФСР:
- 14 квітня — 30 травня: Кубанська Радянська Республіка
- 30 травня — 6 липня: Кубано-Чорноморська Радянська республіка
- 7 липня — 2 серпня: Північно-Кавказька Радянська Республіка

У червні-листопаді 1918 року Добровольча армія Півдня Росії проводила Другий Кубанський похід, що очистив Кубань від більшовицької влади. Так 2 вересня 1918 року Катеринодар зайняла Добровольча армія. Прихід Денікіна приніс певне переслідування проукраїнських кубанських сил.

### Кубанці в Українській революції

Делегація Кубанського крайового уряду на прийомі у гетьмана. 1-Павло Скоропадський, 2-В'ячеслав Ткачов, 3-Олександр Палтов, 4-Герасим Вдовенко (ймовірно), 6-Михайло Ханенко, 7-Кузьма Безкровний (ймовірно), 8-Гнат Зеленевський, 9-Іван Полтавець-Остряниця (ймовірно), 10-Євген Лібов, 11-Костянтин Прісовський

Роль кубанців в Українській революції дуже помітна. Велика їх кількість перебувала у складі окремих бойових частин армії УНР, брала активну участь у бойових діях проти червоних і білих військ. До однієї з найбоєздатніших частин Армії УНР, славної 3-ї Залізної дивізії, вояки якої в травні 1920 року першими вступили до Києва, входив відділ кубанських козаків на чолі з отаманом Юшкевичем.

### Історія Чорноморського флоту
Доля Українського Чорноморського флоту пов'язана з Новоросійськом.
- Наприкінці квітня 1918 року після переговорів українців з Центрофлотом було призначено командувачем флоту українця контрадмірала Михайла Сабліна.
- 29 квітня 1918 року вранці всі кораблі Чорноморського флоту, що знаходилися в Севастополі, підняли українські національні прапори.
- Виконуючи ухвалу «Центрофлоту», спровоковану більшовиками, контрадмірал Саблін 30 квітня 1918 року о 22 годині вивів із Севастополя частину кораблів ЧФ, взявши курс на Новоросійськ, куди ескадра прийшла 1 травня вранці. Серед кораблів флоту були лінкори «Воля», «Свободная Россия», крейсер «Імператор Траян» та інші.
- Одночасно, у квітні, на Тамані серед українських кубанських козаків піднялося велике антибільшовицьке повстання під командуванням полковника Перетятька. Керівники повстання відвідали Керч та зав'язали зносини з місцевим німецьким керівництвом, яке надало повстанцям декілька гармат, на Тамань проти більшовиків пішли воювати українські та німецькі добровольці. Для захисту Керчі на прохання українців Кубані німецьке керівництво висадило пізніше на Тамань 58-ий Берлінський німецький полк, але далі не пішло. Німецьке керівництво повідомило, що наступ проти більшовиків на Кубані воно не вестиме, бо не було офіційних запитів від Кубанської Ради.
- 18 червня 1918 року у Новоросійську за наказом Леніна потоплено Чорноморський флот, за винятком декількох кораблів, які на чолі з дредноутом «Воля» відплили до Севастополя.

### Разом з Добровольчою армією проти більшовиків
В Україну від Кубанської Ради з Кубані була надіслана делегація, яка отримала від української влади зброю. Боротьба проти більшовиків з'єднала Кубанську Раду з Добровольчою армією; хоча спочатку кубанці вагалися, чи укладати їм спілку. Проте 30 квітня у ставці Кубанської Ради на станиці Мечетинській між ними таки було укладено військовий союз. Добровольча армія негативно ставилася до німецьких військ, бо бачила в тому можливість об'єднання Північного Кавказу з Україною, і це стримувало Кубанську Раду у стосунках з німецькою армією. Керівник німецької армії фон Анрім сам запропонував Раді ввести свої війська на Кубань, але під тиском Денікіна Рада відмовляється від допомоги та висловлює свій протест з приводу німецького десанту на Тамані. Тоді німці арештовують кубанського генерала Борисовича, якого Рада відрядила на Тамань. Це була перша поступка Ради Денікіну, яка відіграла зловісну роль у майбутній історії.
Корінне населення Кубані бачило свій порятунок у приході українських та німецьких військ, особливо сильною була ця тенденція в Чорноморії. Знаковими були збори Ради представників козацтва Чорноморії, що відбулися 28 лютого 1918 року у станиці Брюховецькій. У той час у Чорноморії серед козаків ходили легенди про висадку в Ахтарях гайдамаків (українських військ).
Головним ворогом українських кубанців були більшовики, вони доклали найбільше зусиль для відриву Кубані від України.
7 травня 1918 року Катеринославська Рада робітничих депутатів приймає звернення:
Товариші! Ви чуєте, що на вільну Кубань рухаються німецько-гайдамацькі полчища… За їхньої перемоги у селян відберуть поміщицькі землі, фабрикантам оддадуть фабрики та заводи, всім багатіям-кулакам знову повернуть права на пригноблення бідного працьовитого люду. Українська буржуазна Рада, яка віддала до рук німецько-австрійських хижаків робітників та селян України, яка допустила до хазяйнування в Україні німецьких військ, що відбирають у селян хліб, худобу, різні мідні предмети, не виключаючи дзвонів, все награбоване під наглядом найманців тої ж Ради негайно вивозиться в Німеччину, де й розподіляється серед військ, які наступають на Радянську Росію… Ось що примушує німців та їхніх наймитів-гайдамаків прагнути захопити Кубань, де вони надіються шляхом пограбування хліборобів Кубані поповнити свої нікчемні запаси.
- На початку травня 1918 року на Кубані почалися антибільшовицькі повстання української орієнтації, головна ідея яких — вигнання більшовиків та возз'єднання з Україною за допомогою української та німецької армій. Повсталими були захоплені українські станиці на Кубані — Старомінська, Новомінська, Новодерев'янківська, Канівська, Рогівська, Васюринська, Старокорсунська. Більшовицький історик Г.Ладоха писав:

Заколот, який було зроблено спочатку в Україні, а потім і на Дону з допомогою німецьких багнетів, окрилив кулацьку контрреволюцію на Кубані.
Більшовики формують каральні армійські загони ЧК для боротьби з контрреволюцією на Кубані та Чорноморії.
Повстання були придушені каральними частинами Червоної армії.
- На початку літа 1918 року у Києві відбуваються українсько-кубанські переговори. Павло Сулятицький описує переговори Миколи Рябовола та гетьмана Скоропадського так:

Делегацію Законодавчої Ради стрінули в Києві дуже тепло. Але тут вона побачила, що урядові українські кола зле поінформовані в кубанських справах і, можливо, взаємовідносини України й Кубані уявляють собі зовсім неправильно. Гетьман Скоропадський спочатку був не від того, щоб призначити на Кубань, просто якогось генерал-губернатора. Відповідна інформація з боку делегації швидко усунула геть помилкові уявлення офіційних проводирів України, і ґрунт для обговорення можливих відносин було знайдено. Представники Українського Уряду уявляли собі Кубань автономною, або хоча б і федеративною частиною України; члени кубанської делегації наполягали на федеративному зв'язку. Непримиримого розходження й суперечок по суті не було, й тому, незалежно від остаточного формального визначення форм співжиття України з Кубанщиною, не вимагаючи ніяких гарантій, Український Уряд негайно дав кубанцям відповідну кількість гармат, набоїв, рушниць, обіцяв допомогу живою військовою силою (висадку десанту на Тамань). Лінійським делегатам Капліну та Скобцову Київ прийшовся не до смаку, й вони поспішили повернутися на Дон. Рябовіл і Султан-Шахим-Гірей опісля переговорів зі Скоропадським залишилися в Києві. Одночасно з-під більшовицької окупації прибула делегація Кубанської Української Національної Ради.
Завдяки клопотанням Рябовола було вироблено план десанту української дивізії Натієва на Кубань, але втручання розвідки генерала Денікіна відтягло вирішення справи і врешті загубило її.
Великою заслугою Рябовола є чітко висловлена кубанська позиція на українсько-радянських переговорах. Георгій Покровський згадує:
В тій же станиці Мечетинській було вирішено питання і про відношення кубанців до України. Ідея федерації з Україною в Раді заперечень не зустріла, бо це протидіяло входженню Кубані до територій під Радянською владою, на чому неймовірно вперто наполягав Раковський під час переговорів з Україною про мир. Делеговані на Україну М. С. Рябовіл та інші подали мирній конференції меморандум, в якому від імені Кубані було заявлено, що ніколи Кубань не визнавала Радянської влади, що веде з нею боротьбу, що оголосила себе вільною та незалежною; прохано було Україну під час укладання договору з Радянською владою мати на увазі Кубань, яка не знаходиться під владою більшовиків.

### Політичний конфлікт в уряді

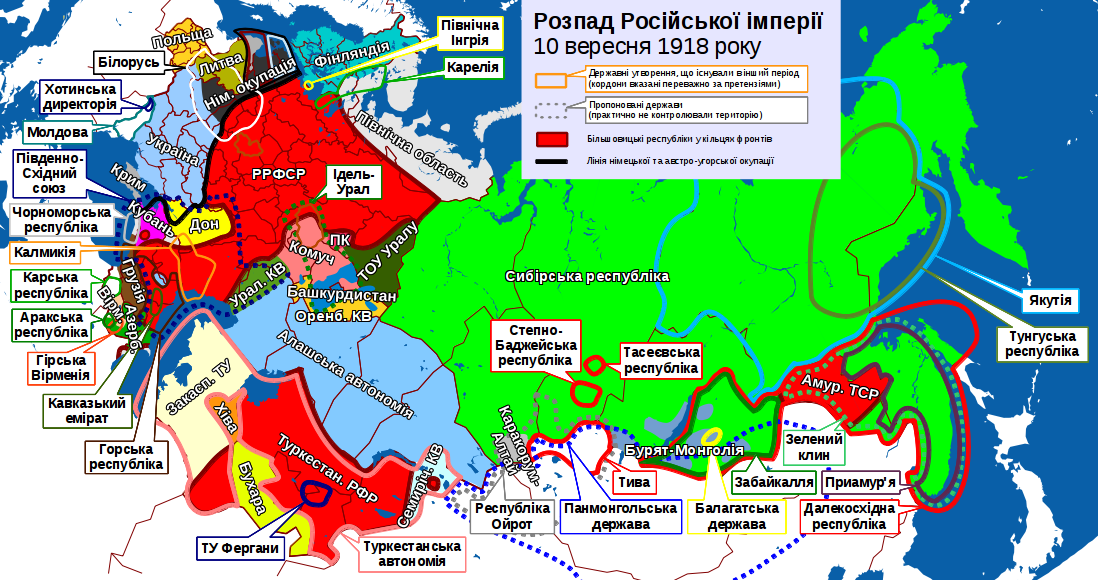
КубНР на карті розпаду Російської імперії у вересні 1918 року

З ослабленням зовнішньої загрози поновився конфлікт між соціалістичним урядом і Радою, з одного боку і кубанським офіцерством — з іншого. Отаман, полковник Філімонов, що підтримував періодично то одну, то іншу сторону, цього разу став на сторону офіцерства. Назрівав переворот, що мав на меті встановлення одноосібної отаманової влади. 30 травня в Мечетінськой відбулися збори, на яких отаман звинуватив уряд і Раду в узурпації влади. Офіцерство було готове розправитися з революційною демократією.
Бажаючи припинити невчасний розкол, Денікін тієї ж ночі надіслав лист Філімонову, запропонувавши йому припинити розправу.
10 — 23 червня 1918 року відбулась новочеркаська нарада кубанців. На ній обговорювалися результати українсько-кубанських переговорів. Від Добровольчої армії з ультиматумом виступив генерал Алєксєєв, який сказав, що не допустить об'єднання України з Кубанню. Зваживши на складну політичну ситуацію, кубанці більшістю голосів проголосували за співпрацю з Добровольчою армією. Відіграло роль і ставлення гетьмана Скоропадського до Кубані як до автономної складової України, а не федерального партнера.

### Під владою Добровольчої армії
Опісля взяття Катеринодара керівництво Добровольчої армії почало цькування провідників кубанського уряду. Першою ластівкою був виступ Олександра Лукомського — провідного керівника Добровольчої армії. Між керівництвом Добровольчої армії та Кубанською Радою почалися непорозуміння та сварки. Голова уряду Лука Бич заспокоював кубанських козаків:

Поміж Кубанню та Добровольчою армією розриву немає. Кубанська Рада визнала єдиний фронт та єдине керівництво, незгода виникла на ґрунті майбутнього будівництва держави.

В той час, коли представники Кубані вирішували у Києві питання військової допомоги від України та політичні аспекти возз'єднання України та Кубані, — наприкінці листопада командування Добровольчої армії робить обшук у помешканні українського посольства при Кубанському Краєвому Уряді. Конфіскуються українські урядові папери, заарештовують секретаря посольства Поливана, який декілька днів тому виступав у Раді та отримав найщирішу подяку від кубанців і добро на злуку з Україною. На запит голови уряду Луки Бича Добровольча армія не дала ніяких пояснень. Денікінці зривають синьо-жовтий прапор на українському посольстві та заарештовують українського посла Боржинського, а генерал Бєлоусов за наказом Денікіна вимагає від голови уряду Бича урядової грамоти на арешт Боржинського.
Українсько-кубанська злука фактично була скасована Денікіним. На Кубані та в інших районах почалися українські погроми та антиукраїнські провокації.
Від 30 листопада по 8 грудня у Сімферополі відбувся монархічний з'їзд представників земських та міських самоуправлінь півдня Росії. В резолюції з'їзду вказується:

п.1…З'їзд висловлюється проти безумовного та незворотного визнання права кожної національності на повне відокремлення від Росі, п.5. З'їзд вважає за необхідне засвідчити заслуги Добровольчої армії в утвердженні єдності та незалежності Росії.

Водночас починається денікінський наступ. Денікін направляє кубанців на Царицин та проти батька Махна і українських військ Симона Петлюри. Серед кубанців починається дезертирство. 

В цей час більшовики у підпіллі на Кубані нацьковують різні стани, класи та національності один на одного, а Г. К. Орджонікідзе дає наказ Кубанському ревкому поглиблювати суперечності між Кубанською Радою та Денікіним. Завдяки денікінській агітації у квітні 1919 року серед кубанців відбувається політичний розкол на чорноморців та лінійців. На виборах головою Кубанського Уряду замість Бича обирають ставленика Денікіна лінійця Сушкова.

### Паризька мирна конференція
У грудні 1918 року Законодавча Рада посилає делегацію на чолі з Бичем на Паризьку мирну конференцію. Делегація прохала міжнародної допомоги для Кубані. Кубанці сподівалися на закінчення громадянської війни, але, на їхній погляд, це було неможливо, бо Радянська влада добровільно ніколи не відмовиться від зазіхань на Кубанський край. Кубанська делегація проголосила країнам АНТАНТИ свої позиції: 1) цілковита незалежність Кубані; 2) оголошення оборончої політики від можливих більшовицьких нападів; 3) засудження чорносотенства (денікінщини), яке знищує паростки демократії; 4) необхідність міжнародної військової допомоги Кубані; 5) відмова співпраці з російською політичною радою (в першу чергу, з Добровольчою армією; про це оголошено 5 квітня 1919 року).

### Терор Денікіна і поразка від більшовиків
У часи денікінської монархічної реакції ситуацію на Кубані контролював Микола Степанович Рябовіл.
- 27 лютого 1919 року збирається закрита приватна нарада членів Законодавчої Ради з питань політичного моменту. Голова Крайової Ради М. С. Рябовіл, торкнувшись питань про самовизначення та незалежність Кубані, та про монархічні сили в «нєдєлімой» Росії, вів далі:

… Групі самостійників було зроблено звинувачення у протидії армії, але група була на боці Денікіна і заявляла, що його авторитет підтримає. Та коли було помічено стремління до диктатури, то група заявила, що не заперечуватиме за умови, якщо диктатури бажатимуть народи всіх утворень. І єдиним кандидатом у диктатори група вважала Денікіна. Замість уряду, який став би на чолі всіх утворень та опирався б на підтримку їхніх народів, в Катеринодарі утворилася особлива нарада-кумпанія самозванців з кадетів та чорносотенців, яка придумала оголосити себе всеросійською урядовою владою. Цю кумпанію від політики, від комерції чи від монархізму ми не визнали. В нараду стали проникати такі особи, як Шульгін… Ми цінували Алєксєєва, але не могли не бачити в ньому генерала від Миколи Романова… Далі почалась провокаційна робота, результатом якої потрібно вважати штучне розділення нас на Лінію та Чорномор'я. Після приходу (в Катеринодар) політика керівного складу Добровольчої армії різко змінилася. Коли потрібна була козацька допомога, і кров'ю, і матеріально, коли строчили кулемети, в станиці Успенській в урядовій друкарні множилось звернення, у якому обіцялося скликання Установчих Зборів. Небезпека минула, тоді почали говорити про якісь представницькі збори, а потім перестали обіцяти і це… Коли з нашого боку під час візити до Алєксєєва було заявлено протест з цього приводу, і головуючий Ради говорив збудженим голосом, тоді Драгомиров заявив: «Я прошу Вас голосу не підвищувати. Ми вас визволили і ви повинні нам підкорятися». Правда, тоді нас не вигнали, зараз уже, як відомо, вигонюють. Ось прийшли завойовники і не визнали законного уряду, а поставили якийсь всеросійський уряд. І в цьому відношенні уряд Бича був вищий за сучасний. Він боровся… тепер боротьби немає… Тоді група самостійників попереджала: "не вірте в допомогу союзників, зорганізуйте свої сили. І прибулі союзники, точніше, французи, ображали кубанських козаків… Ми говорили: зорганізуйтесь. Чорноморці, звичайно, любили Україну, але визнавали її як посібницю в боротьбі за народовладдя і Кубань до неї не приєднали. У Добровольчій армії прокинулися імперіалістичні тенденції… Висновок з усього викладеного такий: гірські народи нам не тільки не друзі, а, може бути, й вороги. Грузія недоброзичливо ставиться до нас. Україна захоплена більшовиками, Дон у тяжкому стані і союзники допомоги не надають. Ми чиїмись зусиллями абсолютно ізольовані. Кубанське козацтво поставлене у необхідність головами своїх дітей платити за гріхи різних політичних пройдисвітів… Це призводить до двох висновків: необхідно негайно взяти в свої руки зовнішню політику та усунути третіх осіб, які нами керують! Внутрішні справи також мусять повністю перейти у наші руки.
Відразу після наради Добровольча армія знову почала цькувати Законодавчу Раду, а чорносотенна газета «Кубанець» писала про «змову проти козацтва» — найбільше перепадало Рябоволу, братам Макаренкам, Султан-Шахим-Гірею.
- 5 травня 1919 року проденікінський уряд Сушкова йде у відставку, яка була прийнята військовим отаманом Філімоновим. На голову уряду обирають чорноморця П.Курганського.
- Ця перемога українців Кубані була зустрінута денікінським терором. У ніч на 8 травня 1919 року полковник Карташов організував невдалий замах на члена Ради П.Макаренка.
- 13 червня 1919 року у Ростові-на-Дону було вбито Миколу Степановича Рябовола, який сюди прибув для того, щоб взяти участь у конференції по створенню Південно-Російського Союзу.
- 21 червня 1919 року замість утворення Союзу було проголошено про заснування південноросійського уряду з необмеженими монархічними правами.

Зазнаючи поразки від Червоної армії, Денікін виливає всю свою лють на кубанців, які навіть тоді говорили про свою самостійність.
- 19 вересня 1919 року генерал Олександр Лукомський, помічник головнокомандувача армією генерала Денікіна, оголошує залізничну блокаду Кубані.
- 27 жовтня 1919 року Денікін у телеграмі до Кубанської Ради повідомляє про державну зраду та вимагає військово-польових судів над членами паризької делегації — Лукою Бичем, Савицьким, Калабуховим, Намитоковим, а через декілька днів Кубанський край оголошується тиловим районом Кавказької армії з призначенням генерала Покровського його керівником.
- У перших числах листопада Покровський робить заколот, оточивши приміщення Ради військом та технікою та вимагаючи видати 33-х незалежників — членів Ради. Потім він скорочує список до 12-ти чоловік, 6 листопада дванадцятеро членів Ради, чорноморці, здалися — Калабухов, Безкровний, Іван Макаренко, Степан Манжула, Омельченко, Балабас, Воропінов, Фоськов, Роговець, Жук, Підтоплений, Гончаров.
- 7 листопада 1919 року Калабухова було повішено, на його груди почепили табличку з написом: За измену Родине и казачеству. Цього дня у приміщенні Ради генерал Врангель вітав очищення Кубані від самостійників. Відомі політичні діячі та найвідданіші патріоти Кубані були знищені фізично чи політично. Кубанські козаки відвернулися від денікінської армії та від утвореної маріонеткової Отаманської Ради.
- 17 березня 1920 року Катеринодар був взятий більшовиками.

### Уряд в екзилі
Уряд кубанського краю у вигнанні пробував створити умови для визволення країни. У цьому напрямку активізувалася робота з дипломатичного визнання. Так, 7 серпня 1920 р. у Варшаві було підписано Українсько-кубанський договір з УНР. У договорі уряди обох країн зобов'язалися щодо взаємної підтримки у військових, політичних, господарських і фінансових справах задля виборювання державної незалежності; відмовилися укладати будь-які договори чи конвенції з іншими державами, які б суперечили інтересам обох сторін; виявили намір укласти між собою морську конвенцію, а також договори, які регулювали б господарські та фінансові стосунки між обома республіками.

### Кубанська повстанська армія
У 1920—1925 рр. на Кубані існував спорадичний повстанський рух під гаслами колишньої республіки, відомий під загальною назвою Кубанська повстанська армія. Ідеологом руху був сотник Мусій Пилюк, відомими діячами — Чорний, Михайло Дрофа, Грицько Сідельник, В. Рябокінь. Повстання було придушено більшовиками. У 1940 рр. на Кубані діяли окремі групи УПА, які взяли собі назву Козача повстанська армія у знак спадкоємства з попереднім рухом.

## Керівники Кубанської Народної Республіки
Головним законодавчим органом Кубанської Народної Республіки була Кубанська Законодавча Рада, або скорочено Кубанська Рада. Постала Кубанська Рада з Кубанської Військової Ради, що була утворена 30 квітня 1917 року, спочатку лише як верховний орган виключно кубанського козацтва. 24 вересня 1917 року відбулася 2-га сесія Військової Ради, яка ухвалила доленосне рішення про майбутнє Кубані — створення законодавчого органу, в якому було б рівне представництво усіх національних та соціальних верств Кубані — козаків, «іногородніх», кавказьких верховинців. Перший в історії Кубані парламент отримав назву Кубанської Законодавчої Ради.
Незмінним керівником Кубанської Законодавчої Ради (а до неї Військової Ради), був Микола Степанович Рябовіл, який виступав за об'єднання Кубані і України в складі єдиної української держави. Після вбивства Миколи Рябовола російськими імперцями, на знак смутку депутати Законодавчої Ради вирішили нового Голову не обирати, залишивши на чолі Ради лише заступників Голови.
7 листопада 1919 року в Катеринодарі відбувся державний заколот, коли прибічники російського генерала Денікіна усунули від влади Кубанську Раду, фізично знищивши найбільших кубанських українофілів. Замість Законодавчої Ради денікінцями була створена маріонеткова Отаманська Рада, яка підпорядковувалася військовому отаману Кубані й виступала на відверто антиукраїнських позиціях.
Лише на початку 1920 року, коли під тиском більшовиків уряд Кубанської Народної Республіки змушений був перебратися до Севастополя, відповідним рішенням повноваження Голови відновленої Законодавчої Ради Кубані були надані колишньому прем'єру КНР Л. Бичу, який очолював в цей час кубанську делегацію на Паризькій мирній конференції.
Головним виконавчим органом Кубанської Народної Республіки був уряд КНР. Серед його керівників у цей бурхливий період були як прибічники політичного союзу Кубані з Україною, більш чи менш радикальні (Л. Бич, П. Курганський, В. Іванис), так і постаті нейтральні (П. Сушков), або відверто ворожі до українського національного руху (В. Покровський). Уряду КНР у своїй праці доводилося відчувати майже постійну протидію з боку Військового отамана Кубані, який представляв у своїй діяльності інтереси колишнього імперського генералітету Росії. Своєю чергою, цю постійну боротьбу українофілів та русофілів на Кубані використовували у своїх інтересах московські більшовики, які в результаті і захопили владу на Кубані.
Серед депутатів Кубанської Законодавчої Ради та членів уряду Кубані були й такі відомі у майбутньому представники українського національного руху в еміграції, як Василь Іванис, Лука Бич, Олексій Балабас, Кузьма Безкровний, Степан Манжула, Федір Щербина.

#### Голова Кубанської Законодавчої Ради
- Микола Рябовіл (1917—1919)
- Лука Бич (1920—1920)

#### Голова Кубанського військового уряду (згодом уряду Кубанської Народної Республіки)
- Олександр Філімонов (1917)
- Лука Бич (1917—1918)
- Пилип Сушков (1918—1919)
- Павло Курганський (1919—1919)
- Василь Іванис (1920—1920)

#### Військовий отаман Кубанського війська
- 1917—1919 — Олександр Філімонов
- 1919—1920 — Микола Успенський
- січень — березень 1920 — Микола Букретов
- березень 1920 — Василь Іванис
- 1920—1958 (у вигнанні) — В'ячеслав Науменко

## Оцінка Кубанської Народної Республіки
На Кубані, багато в чому визначилося майбутнє незалежної України. На думку видатного кубанського українця, останнього прем'єра республіки В. Іваниса,
|  | Нерішуче ставлення українського уряду гетьмана Скоропадського до політичного об’єднання з Кубанню врятувало Добровольчу армію. Коли б гетьман використав пропозицію Кубані і негайно втягнув її на будь-яких умовах в орбіту українських дій, то напевно були б позитивніші наслідки боротьби з більшовиками. Досягти ж цього було не важко. У розпорядженні гетьмана була дивізія ген. Натієва, яку без великих труднощів можна було перекинути на Кубань. Таманський півострів уже звільнився власними силами від більшовиків. На Тамані саме тоді було і німецьке військо, зміцнивши яке, за два тижні можна було звільнити всю Кубань. Остання ж при мобілізації посилила б українську армію на 200000 добрих дисциплінованих козаків. Таке рішення змусило б добрармію створювати фронт за Волгою чи в Сибіру. У всякому разі не було б пізніше потреби як Україні, так і Кубані боротися ще й з добрармією. Дон і цілий Північний Кавказ при приєднанні Кубані до України не мали б іншого виходу, як пристати і собі до цього об’єднання. При цій комбінації прибулі представники Антанти мусили б допомогти амуніцією й іншим Україні та приєднаним до неї краям, а не добрармії, якої тут би не було. Та чи не найголовніше ще те, що відновилася б традиція єдності Кубані з Україною.. Ця ж перспектива зберегла б українські землі від голоду й інших совєтських тортур, які коштували понад 15 мільйонів загиблих різного віку й статі. Брак розуміння наведених вище фактів привели не тільки до руїни Кубані, але й цілої України. |

## Державні нагороди
8 грудня 1918 року Кубанська військова рада заснувала Хрест «Порятунок Кубані» — найвищу нагороду Кубанської Народної республіки у двох ступенях. Нею нагороджувалися учасники визволення Кубанського краю від більшовизму.
Тіє ю ж постановою, було запроваджено двоступеневу медаль «За звільнення Кубані».

## Сучасність

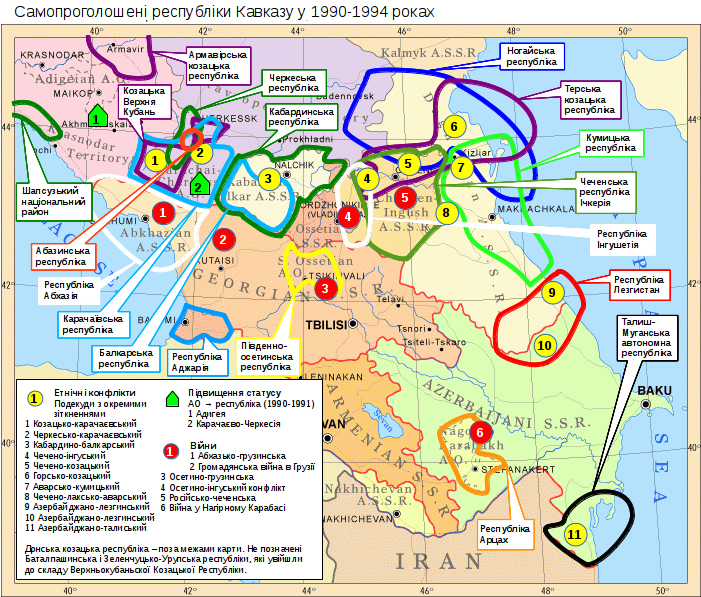
Самопроголошені республіки початку 1990-х років на Кавказі

Влітку-восени 1991 року на колишній території Кубанської Народної Республіки було проголошено декілька козацьких республік: Армавірська, Зеленчуцько-Урупська та Баталпашинська, причому останні дві об'єдналися у Козацьку Верхню Кубань. З них фактичну владу мала тільки Зеленчуцько-Урупська козацька республіка, яка проіснувала пів року. Підставою для проголошення республік у Карачаєво-Черкесії став референдум, проведений козацькими активістами влітку 1991 року, 64,8 % учасників якого висловилися за створення автономії.
7 листопада 2017 року на з'їзді «Комітету визволення Кубані» була проголошена Декларація про суверенітет Кубанської народної республіки та Акт про проголошення державної самостійності Кубанської народної республіки.
У 2017 році козаки Кубанського козачого війська направили в Мін'юст РФ проєкт федерального закону «Про козацтво». Зокрема, військовий отаман Кубанського козачого війська Микола Долуда заявив, що проєкт федерального закону про російському козацтві, розроблений в Краснодарському краї, спрямований до Мін'юсту РФ, де нині проходить експертизу.
За його словами, найголовніше, що «статус козацтва в документі визначено як особлива форма державного та соціального життя самостійного народу».

У лютому 2018 року Микола Долуда повідомив:
…ми підготували проєкт Федерального закону „Про розвиток російського козацтва“, який дасть можливість всім військам Росії вийти на однаково високий рівень розвитку.